# Ecofenomenologia
A ecofenomenologia ou fenomenologia ecológica é uma movimento filosófico ocidental, nascido do encontro entre a reflexão fenomenológica e as novas preocupações da filosofia ambiental ou ecosofia, dado no início dos anos 1980.

## Origens do movimento
Se a filosofia ambiental é um campo relativamente novo, a fenomenologia ecológica ainda o é mais. Só nos anos 1980 é que os trabalhos pioneiros do filosofo checo Erazim Kohak (The Embers and the Stars, 1984) e de Neil Evernden (The Natural Alien, 1985) começam a apelar ao trabalho de entrelaçar os campos do pensamento ambiental e da fenomenologia. Kohak apela à redescoberta do "sentido moral da natureza" através de uma "aproximação nova à natureza que possibilite a existência de uma fenomenologia da natureza como contrapartida necessária de uma nova moral".